# ミツバチヘギイタダニ
ミツバチヘギイタダニ（Varroa destructor）は、ダニ目ヘギイタダニ科に属するダニの一種。セイヨウミツバチやトウヨウミツバチを始めとするミツバチの寄生虫で、バロア症と呼ばれる寄生虫病を引き起こす事が知られている。被害は世界中に拡大・深刻化しており、発生源の1つと考えられている日本ではその被害の大きさにより日本の侵略的外来種ワースト100に指定されている。

## 研究史
1904年にインドネシア（ジャワ島）のトウヨウミツバチ（Apis cerana）に寄生している個体が採取されたのが最初の報告例で、1904年にオランダの研究家Oudemansにより発表された。日本でも1909年に発表された鈴木芳之助による養蜂書に「蜂虱（はちしらみ）」という名でミツバチヘギイタダニと同様の特徴を持つダニが報告されている。
その後1951年に韓国で発見され、続く1957年に日本でも再発見が報告されたものの、この時点では亜種であるニホンミツバチを始めとしたトウヨウミツバチのみに寄生が確認されていた。だが1959年に日本でセイヨウミツバチ（Apis mellifera）への寄生が確認されて以降、ソビエト連邦、ヨーロッパ、アフリカ、北アメリカ、南アメリカ、ニュージーランドなど世界中に被害が拡大していった。日本においては1965年以降目撃例が急増し、1970年代前半に被害のピークを迎えている。
この新宿主の獲得については、セイヨウミツバチによるトウヨウミツバチの巣への盗蜜行動の際に一部の個体が宿主を変えた事が発端であると推測されている。また、ミトコンドリアDNAの塩基配列の差異からこれらのダニは大きく分けてKorea型とJapan型に分類されており、別々の場所で新宿主への寄生能力を獲得した後、海外への蜂群の輸出入により全世界に水平伝搬したと考えられている。なお、Korea型のほうが病原性が強い事が確認されている。

### 学名の変遷
ジャワ島で発見され1904年に発表した際の学名はVarroa jacobsoniであり、以降長期に渡ってミツバチヘギイタダニ属はこの1種のみであると考えられ、和名の"ミツバチヘギイタダニ"もそちらに用いられていた。だが、2000年に形態やDNA解析による研究結果から世界的に被害を拡大させバロア病を蔓延させているのは別種のVarroa destructorである事が発表された。これに伴い、中村・吉田（2003）は日本で確認されているのはV. destructorのみである事や和名が既に普及している現状を踏まえてV. destructorの和名を"ミツバチヘギイタダニ"とし、V. jacobsoniは"ジャワミツバチヘギイタダニ"という和名へ変更する事を提唱している
なお、2018年現在オーストラリアにおいてはミツバチヘギイタダニ（V. destructor）はメルボルン港などの貿易港に輸入されたミツバチへの感染例のみが報告されている一方、クイーンズランド州北部においてジャワミツバチヘギイタダニ（V. jacobsoni）の定着が確認されている。

## 外見
雌（成ダニ）は小豆色をした横に長い楕円形の体を有し、大きさは体長1.1mm、体幅1.7mm前後。雄ダニの体は円形で体長は0.8mm程である。後述の通りミツバチの成虫の体表で見られるのは雌の成ダニのみである。

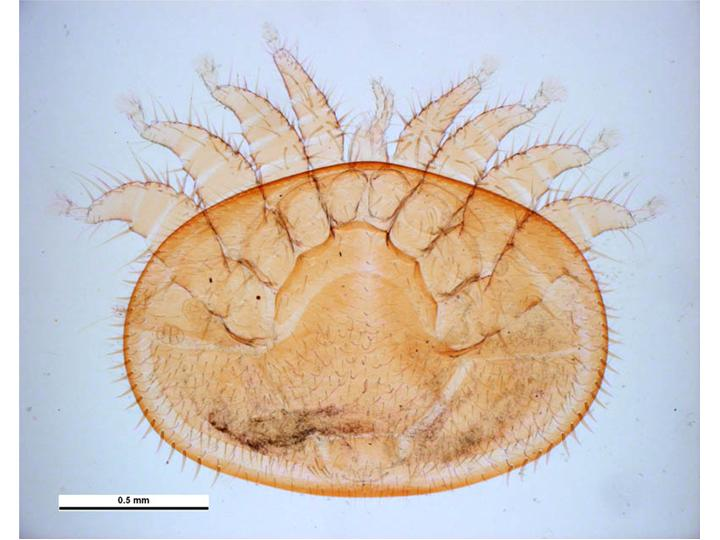
雌（成ダニ）の外見
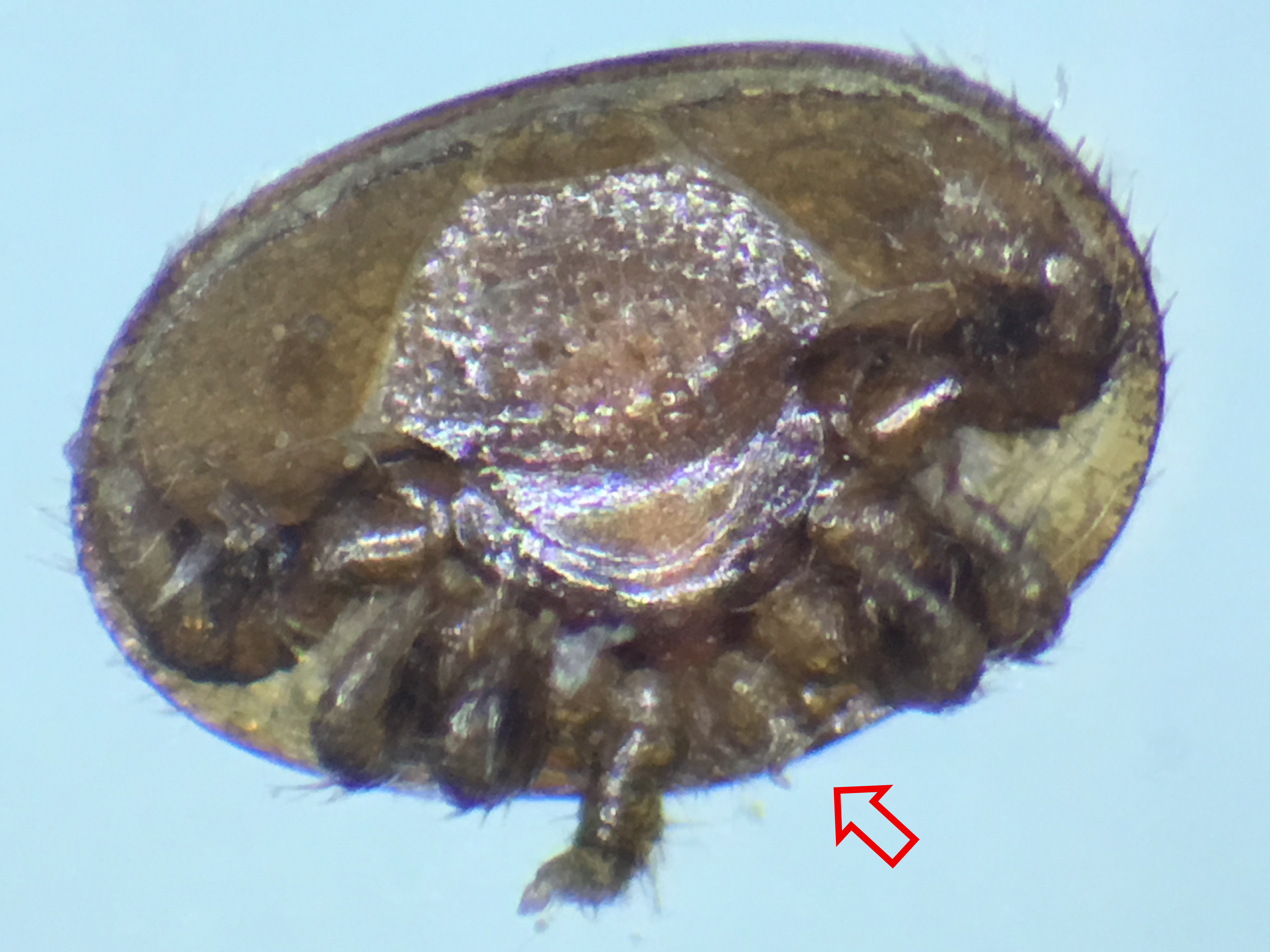
雌（成ダニ）の腹側の外見
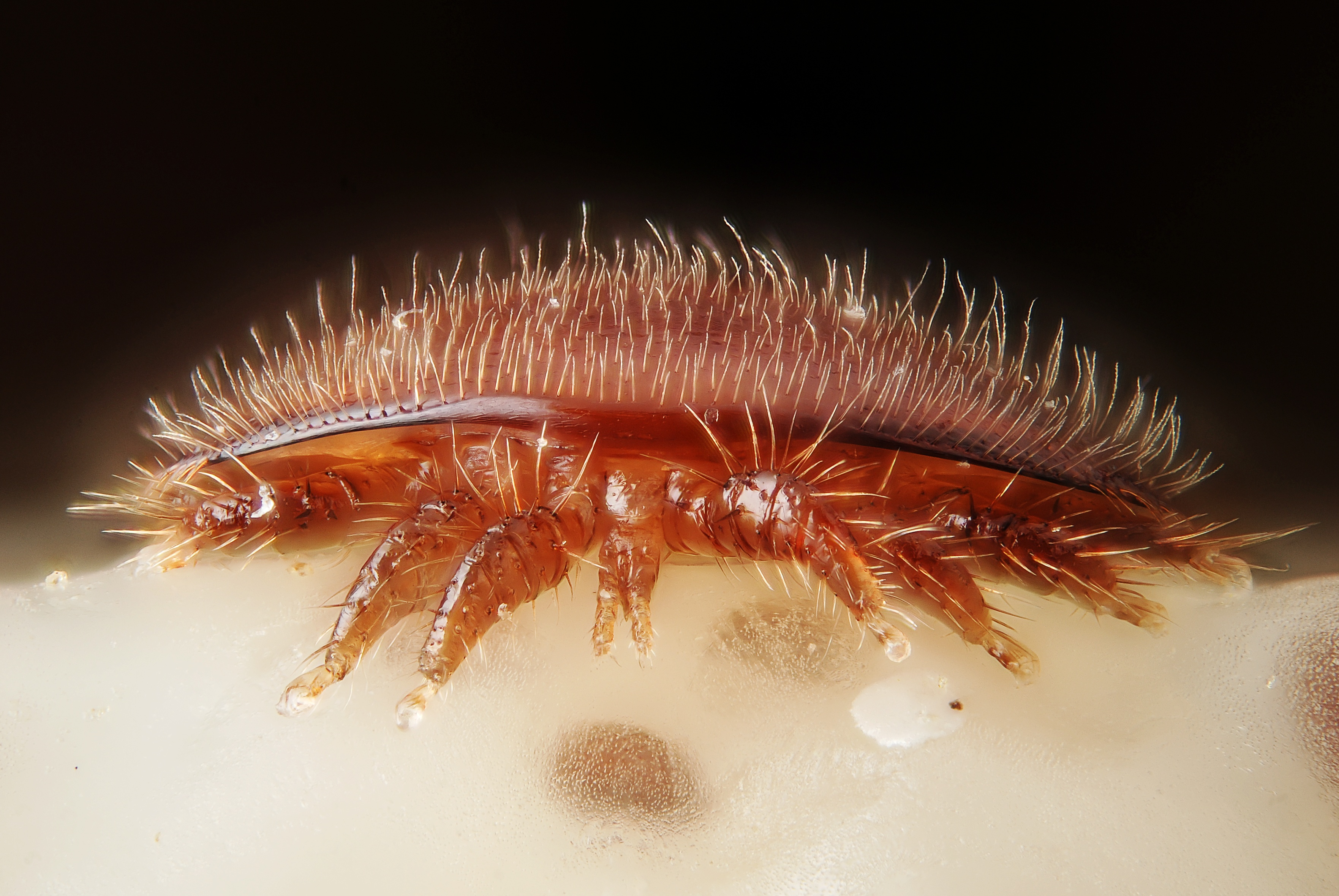
雌（成ダニ）の頭部側 横長の平たい体を持つ事が分かる
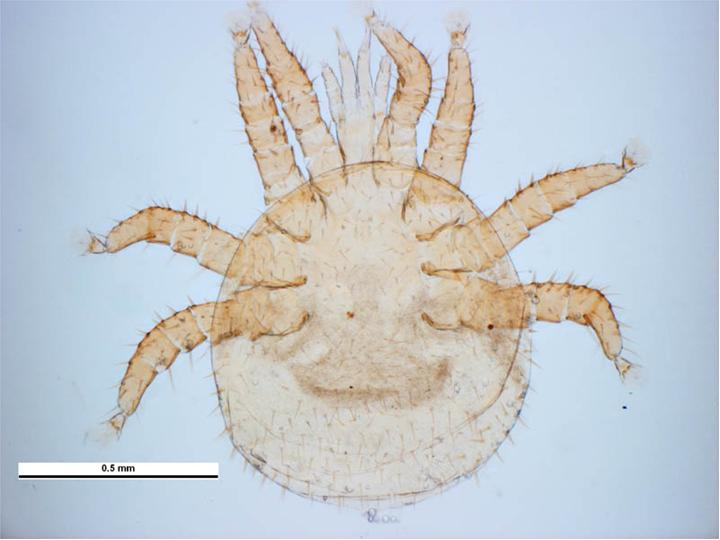
雄ダニの外見 円形の体を有する
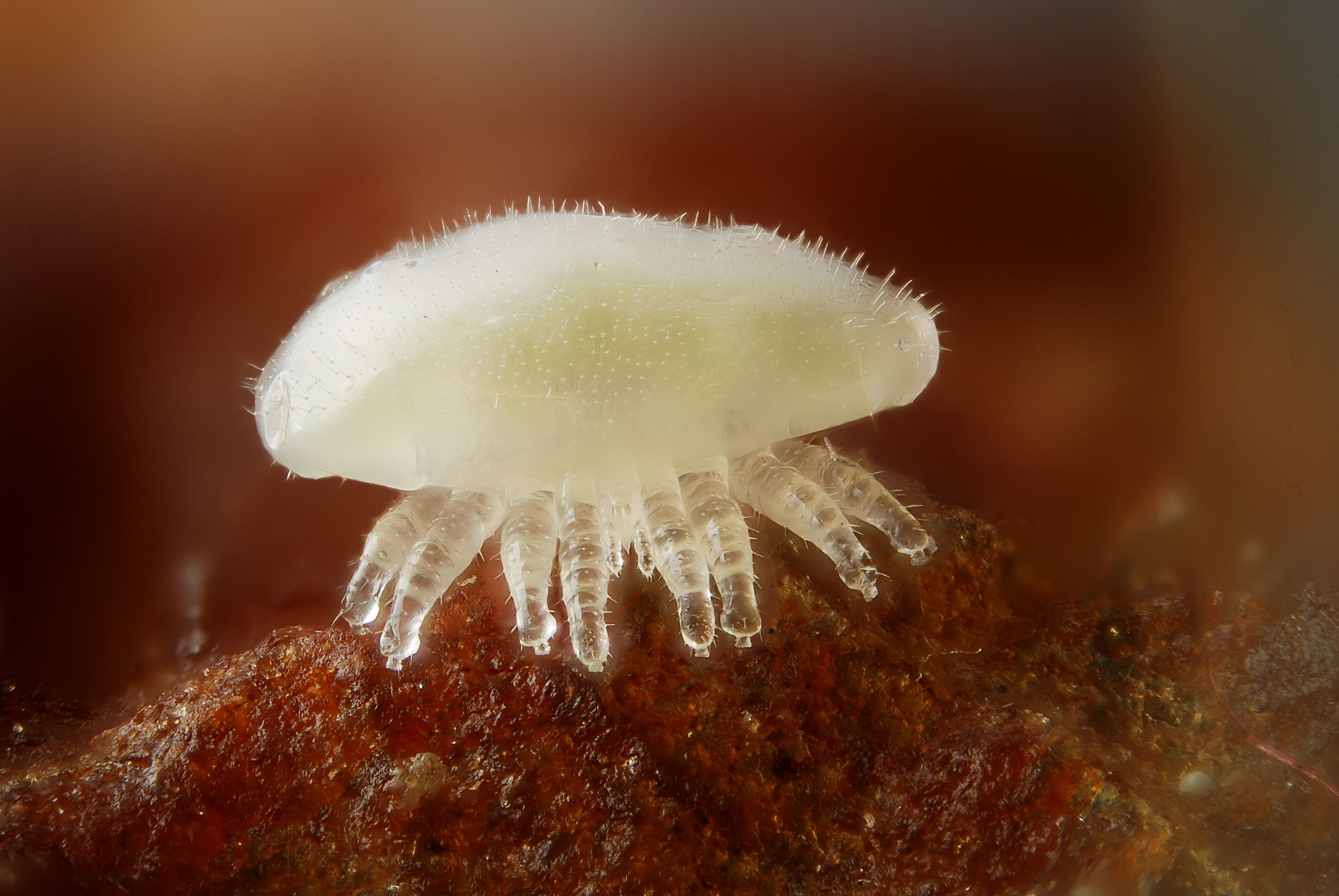
未成熟の個体の色は白い
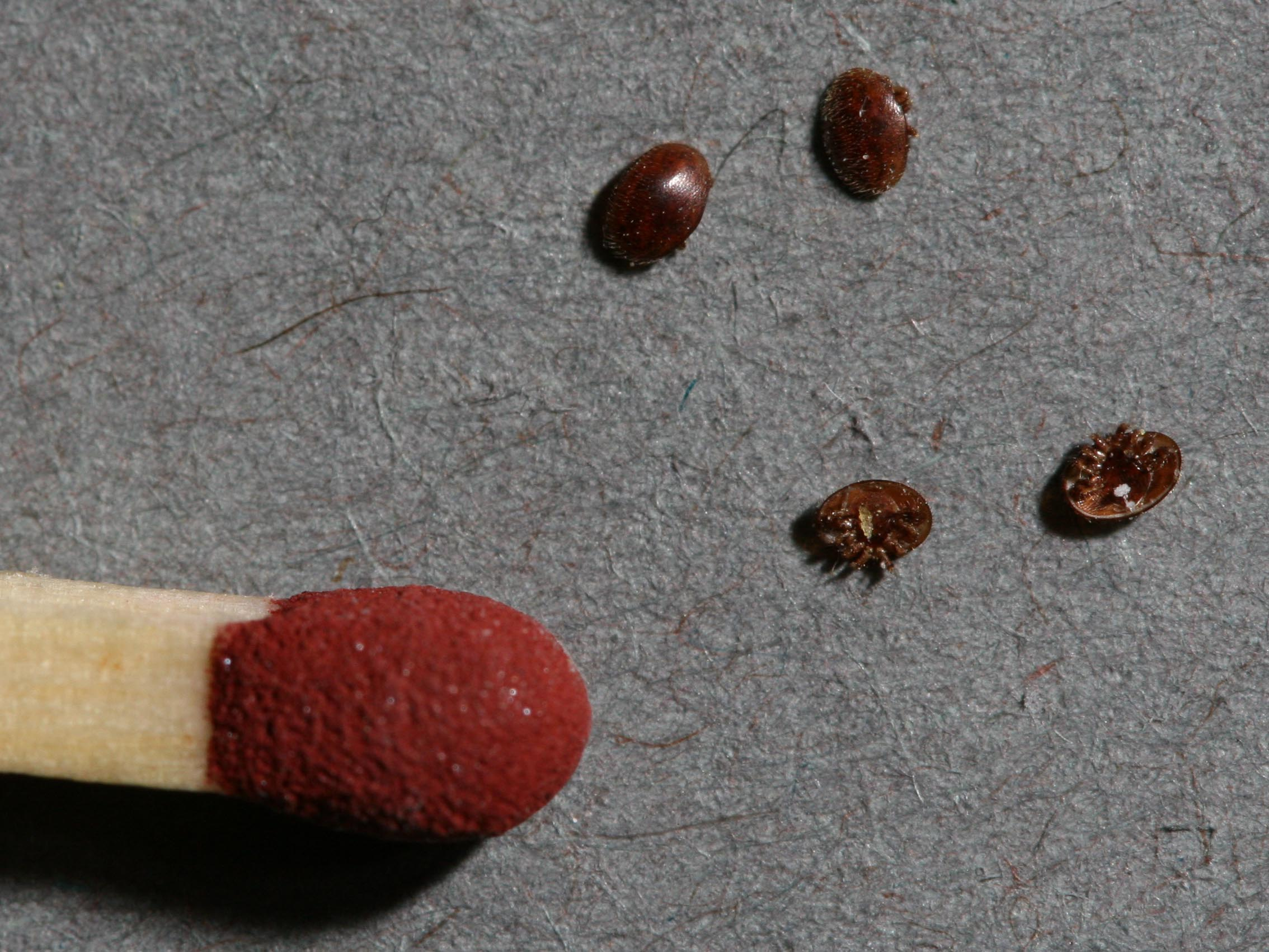
雌（成ダニ）とマッチ棒の大きさの比較

## 生活史
以下、セイヨウミツバチに寄生するミツバチヘギイタダニの生活史について解説する。
羽化した働きバチや雄バチに寄生し腹節の隙間に潜んでいる成熟した雌ダニ（以下、「母ダニ」と記す）は、産卵の時期になると復節を抜け出し、封蓋がされる直前の巣房内へ侵入する。働きバチの幼虫がいる巣房には孵化から8日後・封蓋の15-20時間前、雄バチの幼虫がいる場合は孵化から9日後・封蓋の40-50時間前に侵入し、雄バチの幼虫の巣房への寄生率の方が高い事が知られている。
侵入後、母ダニは幼虫の餌である花粉団子の中に身を潜めて仮死状態となる。その後花粉団子を幼虫が食べ終え、封蓋が行われ巣房内に閉鎖環境が生まれた頃に活動を再開し、幼虫が前蛹になった段階でその腹部に穴を開け体液を吸い始める。それ以降およそ30時間間隔で母ダニは計5-6個の卵を産み続ける。最初に産む卵は無精卵で必ず雄として生まれ、以降の受精卵は必ず雌として生まれるが、最初の卵が雌の場合以降に生まれる卵の1つが雄となる。
卵から孵化した幼虫の子ダニ（雄ダニ、雌ダニ）は4回の脱皮を経て成虫となり、その間は後述の通り蛹となった宿主の体液を母ダニと共に摂取しながら成長する。成虫になるまでに雄は5-6日、雌は7-8日を要する。成熟後は母ダニも含め、宿主が羽化するまで巣房内で交尾（近親交配）が行われる。その後、羽化する宿主の体表に取りつく形で母ダニや成熟した雌の子ダニも出房し、屋外での寄生生活を始める。一方で、交尾を終えた雄ダニや宿主が羽化するまでに成熟できなかった雌の子ダニは巣房の外に出る事なく死亡する。
産卵経験がある母ダニは出房後4-5日後、産卵経験がない雌ダニは10-11日後に再度巣房に入り、産卵行動を始める。年中温暖な地域や夏場での寿命は2ヵ月と考えられており、その間何度も産卵を行う。そのため1匹のメスが産卵を始めれば、何も対策を取らない場合1年後には1,000匹にも数を増やし、50,000匹のミツバチのコロニーを全滅させると考えられている。

### 亜社会性
ミツバチの前蛹が蛹になる際、母ダニは蛹の両脚部を動かす事で巣房内に空間を作り出す事が知られている。この空間は巣房内にいる母ダニや子ダニの排泄や脱皮、交尾に使用され、複数の母ダニが巣房内にいる場合も1箇所の空間を共同使用する。また、母ダニは蛹の腹部腹面第5節に体液を吸うための穴を開けるが、母ダニが産卵途中で死亡した場合子ダニはこの穴を開けられず死亡する他、穴を開けたとしても蛹から体液が溢れ過ぎて溺死する事から、母ダニによる給餌行動の一環であると考えられている。
これらの報告からミツバチヘギイタダニは成長過程において母ダニによる保護が不可欠であり、亜社会性の生活史を有する事が判明している。

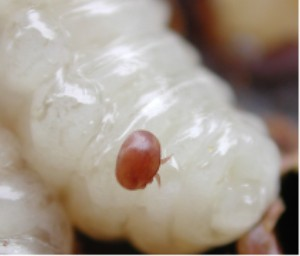
ミツバチの幼虫の体表上にいる個体
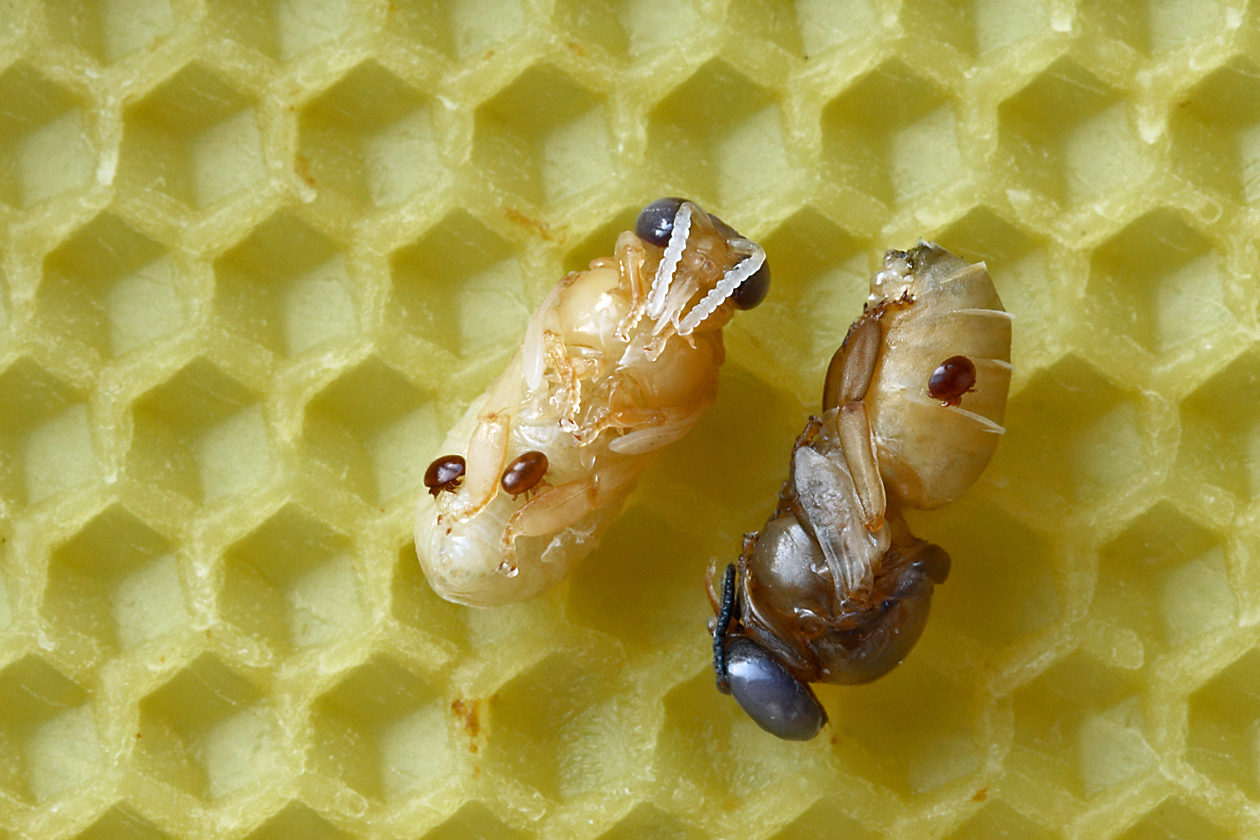
ミツバチヘギイタダニの寄生を受けた蛹
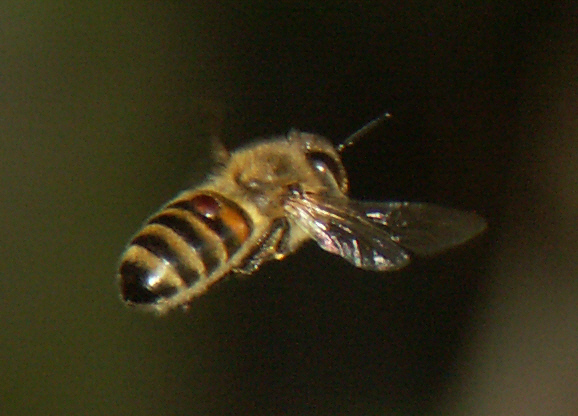
腹部にミツバチヘギイタダニが寄生している働きバチ
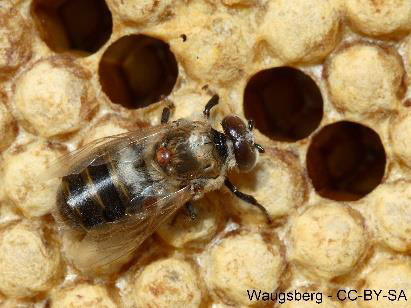
雄バチはミツバチヘギイタダニの寄生率が高い

## 被害

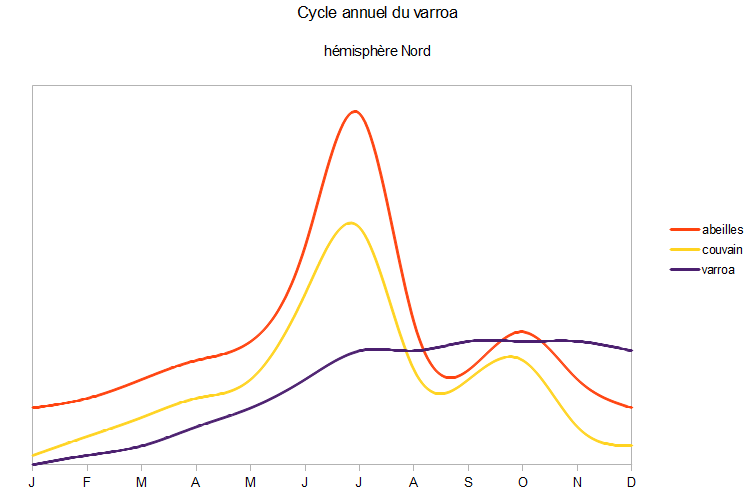
ミツバチの個体数とダニの個体数を示したグラフ
8月（A）以降ミツバチの個体数（赤線、黄線）が減少してもダニの個体数（青線）は減少しない

ミツバチヘギイタダニの寄生を受けたミツバチは体液が吸収され栄養不足となる事に加え、チヂレバネウイルス（DWV）を始めとするダニを宿主とするウイルスの感染、更に体液吸収中にダニ側から注入されるタンパク質による免疫力の低下といった影響を受ける。その結果、寄生を受けたミツバチは巣房内で発育途中に死亡する、羽化出来ても巣房から抜け出せない、羽の形に異常がみられるなどの被害が生じる他、巣の全体についても幼虫の発育過程が不揃いで無蓋の巣房と有蓋の巣房がモザイク状に隣接する状況が見られる。特に8月頃は女王バチによる産卵数が少なくなる一方ダニの活動が盛んになるため、寄生率が急上昇する。また、冬季でも繁殖を続けるため、ミツバチの越冬前に対策を取らない場合全体の半数が寄生を受ける事態もあり得る。これらの症状を総じてバロア病と呼ぶ他、ダニの寄生率が高い場合に生じるウイルスを主要因とした諸症状は寄生ダニ症候群(PMS)と呼ばれる。
ミツバチヘギイタダニが侵入したニュージーランドでは養蜂場のミツバチの90%が死滅し、アメリカ合衆国でも全体の30%が減少している。

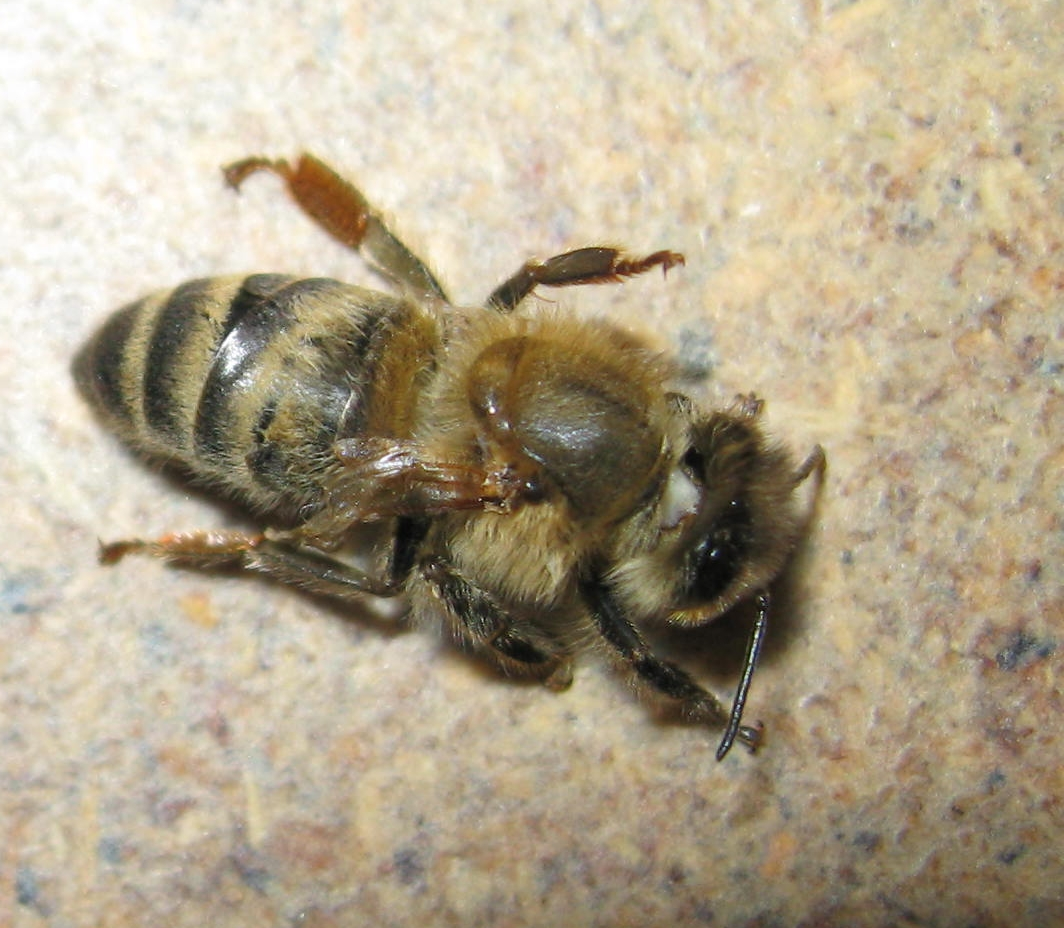
ダニの寄生を受けた働きバチ 翅が縮れ飛ぶことが出来ない

なお、元の宿主と考えられているニホンミツバチなどのトウヨウミツバチはミツバチヘギイタダニに対して抵抗性を有し、寄生率が非常に低い事が知られている。有蓋期間がセイヨウミツバチに比べて非常に短く成熟するダニが少ない事、働きバチ同士がグルーミングを行い体表に寄生したダニを咬み落す事が主な理由と考えられている。

## 対策

### モニタリング・駆除
物理的にミツバチヘギイタダニを除去する方法として、雄蜂巣房専用の巣礎を用意し、封蓋された巣房を定期的に取り出し冷凍してダニを殺す方法（雄峰房トラップ法）、巣箱に粉糖を振りかけるとハチの表面からダニが落下する性質を利用し、ワセリンなどの粘性ボードを巣箱の下に設置して落下したダニを集める方法（粉糖法）などが存在する。ただしこれらは直接的な駆除よりもダニの寄生率を調査するモニタリング方法として有効である。また、モニタリング方法としては上記の他、ガラス瓶内に働きバチを集めて粉糖か70%以上のアルコール、もしくはエンジン始動液を入れた後、蓋を閉めて一定時間瓶を振り、ハチの体表から離れたダニを検出する方法が提唱されている。
駆除剤については俵養蜂場が開発した"ダニコロパー"（テデオン燻煙剤）に始まり"アピスタン"（フルバリネート接触剤）、"アピバール"（アミトラズ）などが開発され一定の成果を挙げているものの、長期間の使用によりミツバチヘギイタダニがこれらの薬剤に対する耐性を身に付けている事、一部の薬剤については蜂蜜への残留が懸念されている事から、近年は蟻酸やシュウ酸、チモールを始めとする天然成分を由来とした駆除剤が開発されている。ただしこれらの駆除剤も過剰な摂取はミツバチの活動を害する他、化学合成・天然由来問わず封蓋が行われた巣房内部にいるダニには効果がないため、ダニの生態や駆除剤の利点・欠点を認識した上での使用が必要となる。
モッコウやゴボウに含まれるデカリン誘導体のコスト酸（costic acid）及び誘導体にミツバチヘギイタダニに対する殺ダニ活性が確認されており、低毒性の殺ダニ剤候補として研究が進められている。

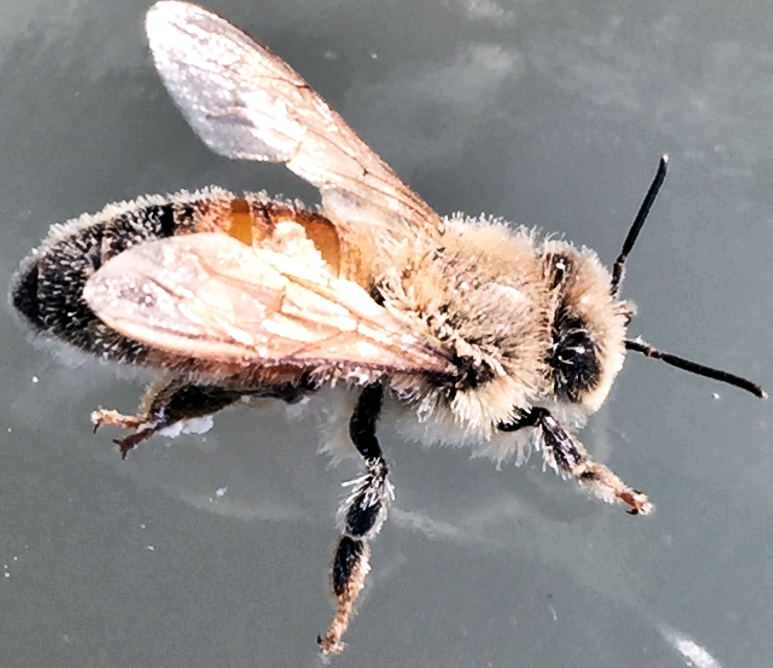
ミツバチヘギイタダニ対策用のシュウ酸を浴びたミツバチ

### セイヨウミツバチの抵抗性獲得
上記の対策とは別に、アメリカやヨーロッパのセイヨウミツバチの中に、ミツバチヘギイタダニに寄生された蛹を検知し除去するという抵抗性を獲得した事例が報告されている。